# Shikamaru Nara
Shikamaru Nara (奈良　シカマル Nara Shikamaru?) este un personaj fictiv în anime-ul și manga Naruto, create de Masashi Kishimoto precum și un membru important de susținere. El este un ninja născut în satul Konoha. El este un membru al Echipei 10, un grup de ninja din care mai fac parte Choji Akimichi, Ino Yamanaka și liderul lor Asuma Sarutobi. Shikamaru este creat ca un personaj leneș, nevrând să-și folosească inteligența sclipitoare; Kishimoto a spus că îi place Shikamaru pentru natura sa liniștită . În afara revistei și anime-ului Naruto, Shikamaru a apărut și în cele 2 file ale seriei: Naruto the Movie 2: Legend of the Stone of Gelel și Naruto: Shippūden the Movie, și în alte medii legate de serie, incluzând jocuri video și OVA-uri.
Numeroase publicații anime și manga au făcut comentarii asupra personajului Shikamaru. Mulți au comentat despre inteligența și leneșia lui, și au notat transformarea lui într-un lider; Anime News Network l-au considerat pe Shikamaru "un erou deosebit" în lumea Naruto. De asemenea, Shikamaru este foarte popular în rândul cititorilor, plasându-se pe locuri respectabile în multe concursuri de celebritate. Au fost create și mărfuri bazate pe acest personaj, incluzând figurine de acțiune, breloguri și acțipilduri.

## Creație și concepție
Numele trio-ului "Ino-Shika-Cho", pe care coechipierii Ino Yamanaka, Shikamaru și Choji Akimichi îl folosesc pentru a-și numi echipa, este derivat de la numele mâinii care poate fi jucată în jocul de cărți hanafuda, cu "ino" însemnând "porc", "shika" însemnând "căprioară" și "cho" însemnând "fluture". În serie, familia lui Shikamaru crește căprioare, iar numele lui de familie, Nara, este numele unui parc din Japonia care este faimos pentru grupul de căprioare care se plimbă libere prin el. Masashi Kishimoto a spus că îi place Shikamaru pentru natura lui liniștită, în ciuda faptului că este un geniu și îl pune în antiteză cu Sasuke Uchiha, care are o inteligență la fel de sclipitoare dar are personalitatea dură. Kishimoto a spus, în glumă, că s-ar căsători cu Shikamaru dacă ar fi fost o fată, subliniind faptul că Shikamaru va avea succes în viață. Când l-a redesenat pe Shikamaru pentru partea a II-a a, Kishimoto a vrut să-i dea o figură unică, deși l-a creat cu o vestă pe care o poartă mai multe personaje pe parcursul seriei. Ca rezultat, el i-a desenat protectoarea frunții pe braț pentru a nu-i ascunde părul.

## Descrierea personajului

### Personalitate

Echipa 10. De la stanga la dreapta: Choji Akimichi, Shikamaru Nara si Ino Yamanaka in Naruto: Shippūden

Shikamaru este un personaj foarte superficial, încercând să-și trăiască viața cu un efort minim. În timpul liber, lui îi place să se odihnească, ațipind, se uită la nori și se joacă jocuri de strategie ca shogi și go. Când este pus într-o situație în care trebuie să facă efort, el încearcă să o ocolească. De exemplu, el renunță la lupte sau pretinde că este ocupat. Când nu poate evita o situație, el spune "ce problematic" (めんどくせぇ mendōkusei?). Un alt aspect al superficialității sale este faptul că nu-i plac femeile care "fac pe șeful", la care face referire spunând "ce durere" ("a pain"). În ciuda acestei percepții, el a arătat ceva interes pentru a crește o familie și a avea un baiat și o fată.
Contrar tendinței lui de a fi leneș, Shikamaru este foarte inteligent; profesorul lui, Asuma Sarutobi, determinând că IQ-ul lui Shikamaru este de peste 200. Shikamaru se înțelege bine cu coechipierii lui Choji Akimichi și Ino Yamanaka, ca și tații lor care au fost în aceeași echipă înaintea lor. Dintre coechipieri, Shikamaru este foarte apropiat de Choji, care-l răsplătește cu loialitatea lui. Shikamaru are, de asemenea, o legătură puternică cu Asuma și își petrece mult timp jucând jocuri de stragie cu el. După moartea lui Asuma, el jură s-o protejeze pe Kurenai Yuhi care este însărcinată cu Asuma.

### Abilități

Folosindu-şi tehnica, Shikamaru poate controla inamicul, forţându-l să-i imite mişcările.

Abilitățile lui Shikamaru sunt bazate pe Tehnica imitării umbrei (影真似の術 Kagemane no Jutsu?) tehnică specifică clanului său. Când își folosește tehnica, el își poate controla umbra, lungind-o sau subțiind-o după bunul plac. Dacă își unește umbra cu cea a oponentului, acesta este imobilizat și forțat să-i imite mișcările. Pe parcursul seriei, Shikamaru își poate manipula umbra în noi moduri. Spre sfârșitul părții I, tatăl lui îl învață să-și folosească umbra pentru a-și sugruma oponentul. În partea a II-a, Shikamaru poate folosi mai multe tehnici bazate pe umbră în același timp. În afară de tehnicile sale cu umbra, în luptă, Shikamaru își folosește inteligența sclipitoare, luând în considerare fiecare element al situației și analizând-o în câteva momente. Făcând acest lucru el poate calcula peste zece mișcări în fața oponentului și poate dezvolta peste o sută de strategii pe care le poate folosi.

## Intriga
Shikamaru apare pentru prima oara în serie în timpul examenului pentru Chunini, examen anual pentru ninja care vor să avanseze în rank. În timpul examenului el se luptă cu ninja din Satul ascuns în nisip Temari, el o învinge dar renunță la meci pentru că nu dorește să termine lupta. În ciuda pierderii lui, el este singurul ninja care este promovat la rank-ul de Chunin deoarece supraveghetorii examenului sunt impresionați de perspicacitatea și inteligența pe care o demonstrează în luptă. Ca Chunin, Shikamaru este pus liderul echipei care a fost trimisă pentru a-l opri pe Sasuke Uchiha să nu fugă la Orochimaru. Deși echipa lui Shikamaru reușește să-i învingă pe ninja din satul Sunetului, Sasuke reușește să scape.
În Partea a II-a a seriei, lui Shikamaru i se dă misiunea de a localiza doi membrii ai organizației criminale Akatsuki. Echipa lui reușește să-i găsească pe cei doi membrii Akatsuki, Hidan îl omoară pe Asuma Sarutobi în timpul bătăliei în ciuda eforturilor lui Shikamaru. După înmormântarea lui Asuma, Shikamaru pleacă împreună cu ceilalți membrii ai Echipei 10 și Kakashi Hatake pentru a răzbuna moartea profesorului lor. Când echipa lui se luptă cu partenerul lui Hidan, Kakuzu, Shikamaru îl răzbună pe Asumă prin înfrângerea lui Hidan.

## Apariții în alte medii
Shikamaru a avut și câteva apariții în afara anime-ului și manga Naruto. Shikamaru este prezent în Naruto the Movie 2: Great Clash! The Illusionary Ruins at the Depths of the Earth, al 2-lea film al seriei. În acest film, el îi ajută pe Naruto Uzumaki și Sakura Haruno în lupta împtoriva lui Haido, un idealist utopian care vrea să conducă lumea cu o putere numită Gelel. În al 4-lea film Naruto, Shikamaru apare într-o scurtă secvență, luptând împotriva unui mare grup de soldați de piatră. De asemenea, el este prezent în cel de-al treilea OVA, în care el participă la concurs. Shikamaru este un personaj jucabil în aproape toate jocurile video Naruto, incluzând seriile Clash of Ninja și Ultimate Ninja. În unele jocuri, el folosește variațiuni ale tehnicii Shadow Imitation nevăzute în anime sau manga. Naruto Shippūden: Gekitou Ninja Taisen EX2 marchează prima apariție a lui Shikamaru într-un joc video cu designul părții a II-a, iar al 2-lea este Naruto Shippūden: Narutimate Accel.

## Recepție
Shikamaru s-a plasat pe locuri înalte la topurile de popularitate ale Shonen Jump, plasându-se mereu în primii 10 și ajungând pe locul 4 o data. Ultimul clasament a avut loc în 2006 în care Shikamaru s-a plasat pe locul 10.. Mărfuri bazate pe personajul Shikamaru au fost create, incluzând figurine de acțiune, breloguri și acțipilduri cu înfățișarea din ambele părți ale seriei.
Mai multe publicații pentru manga, anime, jocuri video și alte medii au comentat asupra lui Shikamaru. IGN au susținut că Shikamaru este unul din personajele lor preferate ale seriei și l-au numit "copilul ideal pentru orice colecționar de cărți Generation X" din cauza lipsei de entuziasm și lipsa dorinței de a-și folosi întregul potențial. Într-un comentariu al episodului 110, IGN l-au lăudat pe Shikamaru pentru că și-a depășit leneșia și și-a luat rolul de conducător al echipei care trebuia să-l aducă înapoi pe Sasuke Uchiha și au fost de acord cu decizia de a fi avansat la gradul de Chunin. Anime News Network de asemenea a comentat asupra dezvoltării, numind purtarea lui Shikamaru "un erou improbabil", una din punctele culminante ale arc-ului. Într-un alt comentariu al episodului 135, în care misiunea de a-l recupera pe Sasuke a eșuat iar membrii echipei au fost răniți mortal, ei au lăudat purtarea lui Shikamaru care a început să plângă după ce a aflat că coechipierii lui se vor face bine și a decalarat că va fi un lider mai bun pentru a nu se mai afla niciodata în situația aceea. Mania.com a celebrat "inteligența sclipitoare", numindu-l "unul din cele mai fascinante caractere ale seriei" și "unul din puținii adevărați genii luptători ai revistei shōnen".